# رئوس مطالب رشته‌های دانشگاهی

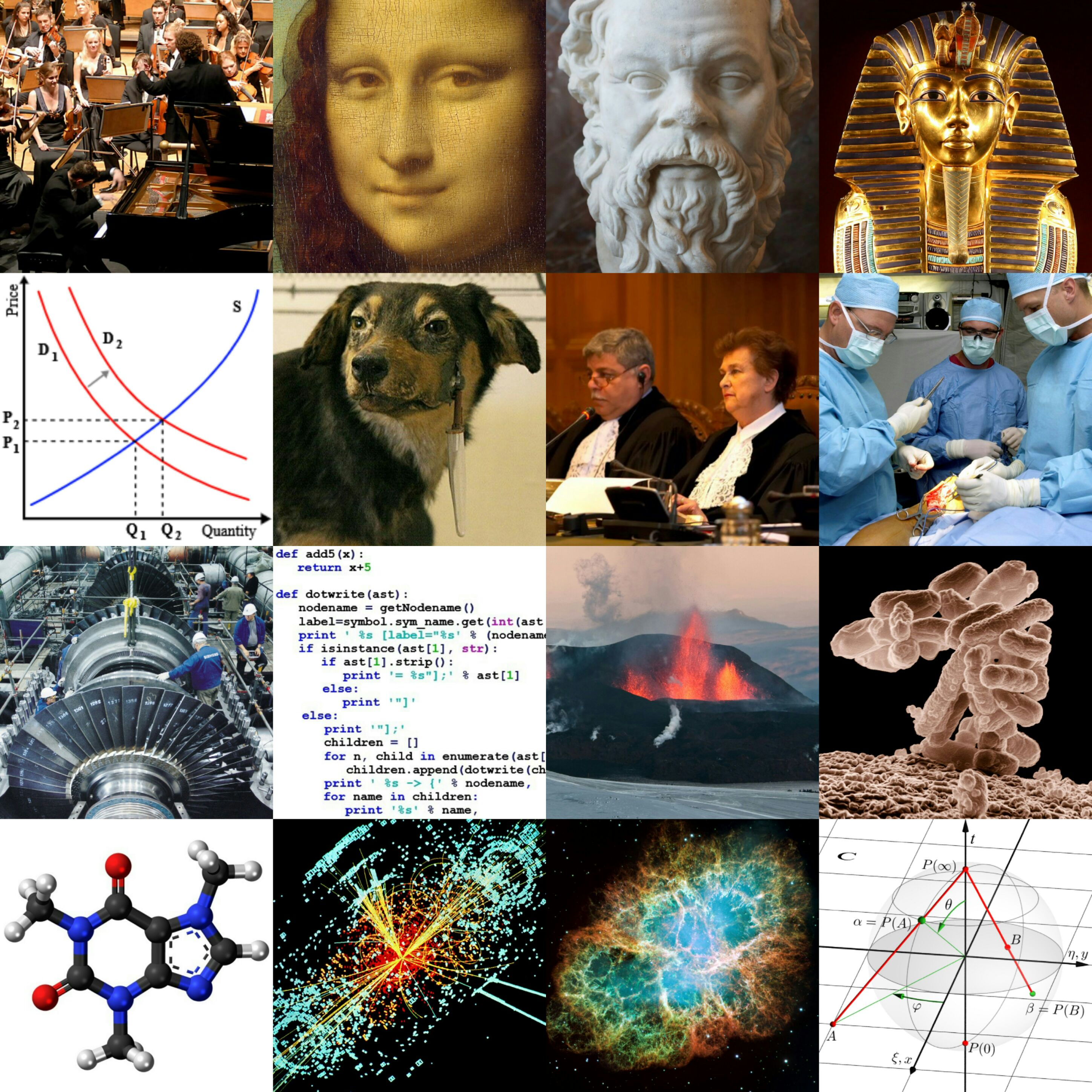
رشته‌های دانشگاهی

رشته‌های دانشگاهی شاخه‌هایی از دانش هستند که در دانشگاه‌ها و دیگر مراکز آموزش عالی تدریس می‌شوند و مورد پژوهش قرار می‌گیرند. تفاوت‌های فراوانی در شیوه ارائه رشته‌های علمی در دانشگاه‌های مختلف سراسر جهان وجود دارد. تعریف و شناخت رشته‌های دانشگاهی توسط ژورنال‌های آکادمیکی که چاپ تحقیقات را به عهده دارند و انجمن‌های علمی، گروه‌های آموزشی یا هیئت‌های علمی دانشگاه‌ها انجام می‌شود.
با این حال هیچ معیار رسمی وجود ندارد که طبق آن بتوان حدس زد که یک برنامه آموزشی یا ژورنال دانش‌محور رشته‌ای دانشگاهی ایجاد کند. تفاوت هنگفتی بین رشته‌های دانشگاهی که تاریخچهٔ طولانی تدریس در تمام دانشگاه‌های جهان دارند و دارای ژورنال‌ها و کنفرانس‌های زیادی هستند با پیشنهادهای تشکیل رشته‌های جدید که تنها توسط چند دانشگاه و انتشاراتی پشتیبانی می‌شوند وجود دارد. رشته‌های دانشگاهی معمولاً دارای زیررشته‌ها و شاخه‌های متعددی هستند که خطوط افتراق آن‌ها غالباً قراردادی و مبهم است.

## مقدمه
دانشگاه پاریس در سال ۱۲۳۱ (میلادی) (۶۱۰) دارای چهار دانشکده بود: الهیات، طب، فقه و هنر. اما ریشهٔ بسیاری از رشته‌های دانشگاهی به سکولاریزاسیون دانشگاه‌ها که از میانه‌های سده ۱۹ میلادی تا پایان آن ادامه داشت بازمی‌گردد. در آن زمان زبان‌های غیرکلاسیک و ادبیات، علوم اجتماعی همچون علوم سیاسی، اقتصاد، جامعه‌شناسی و مدیریت عمومی به همراه رشته‌های علوم طبیعی و فناوری مثل فیزیک، شیمی، زیست‌شناسی و مهندسی به برنامه‌های درسی پیشین اضافه شدند.
در آغاز سده ۲۰ میلادی، رشته‌های نوینی همچون آموزش و روان‌شناسی نیز به دانشگاه‌ها اضافه شدند. در دهه‌های ۱۹۷۰ و ۱۹۸۰ جهان شاهد انفجار رشته‌های جدید بود که روی موضوعات خاص نظیر مطالعات رسانه، مطالعات زنان و مطالعات سیاهپوستان تمرکز داشتند. رشته‌های دیگری نیز به منظور تربیت افراد برای به عهده گرفتن وظایف و حرفه‌های خاص در دانشگاه‌ها به وجود آمدند که از میان آن‌ها می‌توان به پرستاری، هتل‌داری و جرم‌شناسی اشاره کرد. در نهایت رشته‌های میان‌رشته‌ای نظیر زیست‌شیمی، زمین‌فیزیک نیز به دلیل خدمات گسترده به دانش بشری به عنوان رشته‌های مستقل شناخته شدند.
هیچ اجماعی در مورد این که چگونه می‌توان رشته‌های علمی را دسته‌بندی کرد وجود ندارد. برای مثال در مورد این که رشته‌های مردم‌شناسی و زبان‌شناسی را باید تحت رشته‌های علوم اجتماعی یا انسانی قرار داد اختلاف وجود دارد. فراتر از همهٔ آنچه گفته شد، هنوز در مورد تعیین معیار صحیح به منظور سازماندهی دانش تحت رشته‌های مختلف بحث و جدل وجود دارد.

## رشته‌های منابع طبیعی
- علوم و مهندسی شیلات
- علوم و مهندسی محیط زیست
- علوم و مهندسی جنگل
- علوم و مهندسی صنایعمبلمان
- علوم و مهندسی چوب و صنایعکاغذ
- علوم و مهندسی مرتع و آبخیزداری (طبیعت)

## رشته‌های علوم انسانی

### ادبیات
| - ادبیات جهان - ادبیات آرژانتینی - ادبیات آلمانی و اتریشی - ادبیات آمریکای لاتین - ادبیات اسپانیایی - ادبیات انگلیسی - ادبیات آمریکایی - ادبیات استرالیایی - ادبیات انگلیسی پسااستعماری - ادبیات انگلیسی پسامدرن - ادبیات انگلیسی میانه - ادبیات انگلیسی هند - ادبیات ایرلندی - ادبیات بریتانیایی - ادبیات اسکاتلندی - ادبیات ولزی - ادبیات زلاندنویی - ادبیات کانادایی | - - ادبیات ایتالیایی - ادبیات بلغاری - ادبیات بنگالی - ادبیات پرتغالی و برزیلی - ادبیات تامیل - ادبیات تطبیقی - ادبیات چینی - ادبیات روسی - ادبیات ژاپنی - ادبیات صربی - ادبیات عبری - ادبیات عربی - ادبیات فارسی - ادبیات فارسی باستان - ادبیات فارسی میانه و دری - ادبیات زبان‌های فارسی - ادبیات تاجیکی - ادبیات پشتو - سره - ادبیات فرانسوی - ادبیات کره‌ای - ادبیات کلاسیک - ادبیات گالی - ادبیات لهستانی | - - ادبیات نیجریه‌ای - ادبیات ولزی - ادبیات هندی - نظریهٔ ادبی - نظریهٔ انتقادی - نقد ادبی - نظریهٔ شعر - بلاغت - نگارش خلاقانه - غیرتخیلی خلاقانه - نگارش تخیلی - سرایش شعر - فیلم‌نامه‌نویسی - نمایش‌نامه‌نویسی |

### تاریخ
| - تاریخ آفریقا - تاریخ آمریکا - تاریخ اروپا - تاریخ اقتصاد - تاریخ ایران - تاریخ باستان - تاریخ جهان - تاریخ چین - تاریخ دیپلماتیک | - تاریخ روشنفکری - تاریخ علم و فناوری - تاریخ فرهنگی - تاریخ قومیت‌ها - تاریخ مدرن - تاریخ نظامی - تاریخ هند - تاریخ یونان |  |

### دین
| - ادیان ابراهیمی - اسلام / مطالعات اسلامی - بهائیت - مسیحیت - الهیات مسیحی - آخرت‌شناسی - رستگاری‌شناسی - کلیساشناسی - مردم‌شناسی مسیحی - هرمنوتیک - کتاب‌شناسی - Theology Proper - مسیح‌شناسی - Pneumatology - Nomology - یهودیت / مطالعات یهودیت - ادیان تائویی - تائوئیسم - دین مردم چین - شینتو - کنفوسیانیسم | - ادیان هندی - آیین جین - آیین سیک - بودیسم - هندوئیسم - اسطوره‌شناسی و فولکلور - بی‌دینی - بی‌خدایی و اومانیسم دینی - ندانم‌گرایی - تطبیق ادیان - دیگر ادیان - ادیان آفریقایی - ادیان بومیان آمریکا - دین زرتشتی - دین سومری - دین مصر باستان - دین‌های نوظهور - علوم خفیه - گنوستیک |  |

### زبان‌شناسی
| - آواشناسی - بلاغت - تاریخ زبان‌شناسی - تحلیل گفتمان - تک‌واژشناسی - ریشه‌شناسی - زبان - زبان کلاسیک - زبان انگلیسی معیار - زبان انگلیسی تجارت - زبان‌های انگلیسی جهان - زبان مدرن | - زبان‌شناسی اجتماعی - زبان‌شناسی تاریخی - زبانشناسی کاربردی - زبان‌شناسی رایانشی / پردازش زبان‌های طبیعی - کاربردشناسی - معناشناسی - میان‌زبان‌شناسی - نحو - نشانه‌شناسی - واج‌شناسی |  |

### فلسفه
| - تاریخ فلسفه - فلسفهٔ دوران باستان - فلسفهٔ قرون وسطی - فلسفهٔ مدرن - فلسفهٔ معاصر - فلسفهٔ هنر (زیبایی‌شناسی) - سنن و مکاتب فلسفی - نظام فلسفی ارسطو - فلسفهٔ آفریقایی - فلسفهٔ تحلیلی - فلسفهٔ شرق - فلسفهٔ قاره‌ای - معرفت‌شناسی (شناخت‌شناسی) - فرافلسفه (فلسفهٔ فلسفه) - فلسفهٔ اجتماعی و فلسفهٔ سیاسی - آنارشیسم - فمینیسم - مارکسیسم | - فلسفه‌های مضاف - فلسفهٔ آموزش و پرورش - فلسفهٔ تاریخ - فلسفهٔ دین - فلسفهٔ ریاضیات - فلسفهٔ زبان - فلسفهٔ سیستم‌ها (فلسفه سامانه‌ها) - فلسفهٔ علم - فلسفهٔ اقتصاد - فلسفهٔ روان‌شناسی - فلسفهٔ زیست‌شناسی - فلسفهٔ شیمی - فلسفهٔ علوم اجتماعی - فلسفهٔ فیزیک - فلسفهٔ حقوق - فلسفهٔ مهندسی - فلسفهٔ موسیقی | - فلسفهٔ اخلاق - اخلاق هنجاری - اخلاقیات کاربردی - اخلاق زیستی - اخلاق محیط زیست - حقوق حیوانات - روان‌شناسی اخلاقی - فرااخلاق - نظریهٔ ارزش - مابعدالطبیعه - غایت‌شناسی - فلسفهٔ ذهن - فلسفهٔ ادراک - فلسفهٔ درد - فلسفهٔ هوش مصنوعی - فلسفهٔ زمان و مکان - فلسفهٔ کنش - هستی‌شناسی - منطق - منطق فلسفی - منطق ریاضی |

### هنرهای تجسمی
| - طراحی صنعتی - گرافیک (ارتباط تصویری) - پیش‌طرح - تاریخ هنر - تندیس‌گری (مجسمه‌سازی) - خوشنویسی - عکاسی - فیلم‌سازی - کارشناس هنر | - چاپ دستی - نقاشی - نگهداری آثار هنری - هنر استودیو - هنر رسانه‌های آمیخته - هنرهای خلاق - هنرهای زیبا |  |

### هنرهای نمایشی
| - ادبیات شفاهی - سخنرانی عمومی - شعر نمایشی - قصه‌گویی - تئاتر - بازیگری - تئاتر موزیکال - تاریخ تئاتر - صحنه‌نگاری - طراحی صحنه - کارگردانی تئاتر - نمایش‌پردازی - نمایش‌نامه‌نویسی - رقص - تاریخ رقص - رقص‌پردازی - قوم‌رقص‌شناسی - نشان‌گذاری رقص | - فیلم - پویانمایی - فیلم‌سازی - نظریهٔ فیلم - نقد فیلم - مدیریت هنری - موسیقی - آموزش موسیقی - آهنگ‌سازی - تاریخ موسیقی - ضبط - مطالعات ارکسترال - مطالعات جاز - موسیقی سالنی - موسیقی کلیسایی - موسیقی نخستین - موسیقی‌شناسی - قوم‌موسیقی‌شناسی | - - نظریهٔ موسیقی - نمایش و ادبیات - آوازه‌خوانی - پیانو - ارگ و سازهای کلیدی - سازهای بادی چوبی، بادی برنجی و کوبه‌ای - سازهای زهی، چنگ، گیتار - هدایت ارکستر - هدایت گروه ارکستر - هدایت گروه ارکستر بادی - هدایت گروه کر - همراهی |  |

## رشته‌های علوم اجتماعی

### باستان‌شناسی
| - باستان‌شناسی پیش از تاریخ - باستان‌شناسی تجربی - باستان‌شناسی خاور نزدیک بولس استاد تاریخ دانشگاه آکسفورد - باستان‌شناسی دریایی | - باستان‌شناسی دوران کلاسیک - دیرین‌مردم‌شناسی - مصرشناسی - ایران‌شناسی |  |

### جغرافیا
| - جغرافیای انسانی - جغرافیای اجتماعی - جغرافیای جهانگردی - جغرافیای رفتاری - جغرافیای سلامت - جغرافیای کودکان - جغرافیای اقتصادی - جغرافیای توسعه - جغرافیای تاریخی - جغرافیای جمعیت - جغرافیای زمان - جغرافیای سیاسی و ژئوپلتیک - جغرافیای راهبردی - جغرافیای نظامی - جغرافیای شهری - جغرافیای فرهنگی - جغرافیای فمینیستی | - جغرافیای طبیعی - آب‌شناسی/آب‌نگاری - اقیانوس‌سنجی - لیمنولوژی - یخ‌شناسی - اقلیم‌شناسی - کهن‌اقلیم‌شناسی - بوم‌شناسی منظر - جغرافیای زیستی / زیست‌جغرافی - جغرافیای ساحلی - ژئومورفولوژی (زمین‌ریخت‌شناسی) - زمین‌سنجی - کهن‌جغرافیا/جغرافیای تاریخی - جغرافیای محیطی - جغرافیای ناحیه‌ای - سنجش از دور - نقشه‌نگاری |  |

### روان‌شناسی
| - روان‌سنجی - روان‌شناسی اجتماع‌نگر - روان‌شناسی اجتماعی - روان‌شناسی افتراقی - روان‌شناسی بالینی - روان‌شناسی بهداشت محیط کار - روان‌شناسی پزشکی - روان‌شناسی تجربی - روان‌شناسی تربیتی - روان‌شناسی تکاملی - روان‌شناسی جنایی - روان‌شناسی حفاظت از محیط زیست | - روان‌شناسی دین - روان‌شناسی رسانه - روان‌شناسی رشد - روان‌شناسی زیستی - روان‌شناسی سلامت - روان‌شناسی سیاسی - روان‌شناسی شخصیت - روان‌شناسی شناختی - روان‌شناسی سازمانی - روان‌شناسی فرهنگی - روان‌شناسی قضایی - روان‌شناسی کاربردی | - روان‌شناسی کمی - روان‌شناسی مثبت‌گرا - روان‌شناسی محیطی - روان‌شناسی مدرسه - روان‌شناسی مشاوره‌ای - روان‌شناسی مصرف‌کننده - روان‌شناسی مقایسه‌ای - روان‌شناسی نابهنجار - روان‌شناسی نظامی - روان‌شناسی ورزش - عصب‌روان‌شناسی - فراروان‌شناسی - روان‌فیزیک (سایکوفیزیک) |  |

### علوم سیاسی
| - اقتصاد سیاسی - انتخابات‌شناسی - تاریخ سیاسی - تعلیمات مدنی - رفتار سیاسی - روابط بین‌الملل - ژئوپلیتیک - سازمان بین‌المللی - سیاست عمومی - سیاست‌شناسی تطبیقی | - فرهنگ سیاسی - فلسفه سیاسی - مدیریت عمومی - مدیریت سازمان مردم‌نهاد - مدیریت سازمان ناسودبر - مطالعات سیاسی - مطالعات صلح و بحران - مطالعات ملی‌گرایی - نظریه انتخاب اجتماعی |  |

### مردم‌شناسی
| - زبان‌شناسی مردم‌شناختی - زبان‌شناسی اجتماعی - زبان‌شناسی تاریخی - زبان‌شناسی توصیفی - زبان‌شناسی قومی - مردم‌شناسی زیستی - بوم‌شناسی رفتاری انسان - تکامل انسان - تکامل فرهنگی ژنتیکی - دیرین‌مردم‌شناسی - ژنتیک جمعیت - مردم‌شناسی پزشکی - مردم‌شناسی قانونی - نخستی‌شناسی | - مردم‌شناسی فرهنگی - اسطوره‌شناسی - مردم‌شناسی سیاسی - فولکلور - قوم‌تاریخ‌شناسی - قوم‌موسیقی‌شناسی - مردم‌شناسی اقتصادی - مردم‌شناسی دین - مردم‌شناسی روان‌شناختی - مردم‌نگاری - نژادشناسی |  |

### مطالعات فرهنگی و قومی
| - مطالعات آسیا - مطالعات آسیایی‌های آمریکا - مطالعات بومیان آمریکا - مطالعات چیکانو | - مطالعات سیاه‌پوستان آمریکا - مطالعات دوران کودکی - مطالعات لاتین‌های آمریکا - مطالعات رفتار فرهنگی ایران |  |

### مطالعات منطقه‌ای
| - مطالعات آسیا - مطالعات آفریقا - مطالعات آلمان - مطالعات بریتانیا - مطالعات آمریکا - مطالعات آپالاچی - مطالعات آمریکای لاتین - مطالعات کانادا - مطالعات اروپا | - مطالعات اسکاندیناوی - مطالعات اسلاو - مطالعات ایران - مطالعات چین - مطالعات ژاپن - مطالعات سلتی - مطالعات کره - مطالعات هند |  |

## رشته‌های علوم طبیعی

### شیمی
| - زیست‌شیمی - شیمی‌انفورماتیک - شیمی آلی - شیمی تجزیه - شیمی رایانشی - شیمی کوانتومی | - شیمی محاسباتی - شیمی محض - شیمی معدنی - شیمی نظری - شیمی‌فیزیک - علم مواد |  |

### علوم زمین
| - آب‌زمین‌شناسی (Hydrogeology) - آب‌شناسی - آتشفشان‌شناسی - اقیانوس‌نگاری - خاک‌پژوهی - خاک‌شناسی - خاک‌شناسی زراعی (Edaphology) - دیرینه‌شناسی - دیرینه‌شناسی زیستی (Paleobiology) | - رسوب‌شناسی - زمین‌ریخت‌شناسی - زمین‌ساخت - زمین‌سنجی - زمین‌شناسی - زمین‌شیمی - ژئوفیزیک - سیاره‌شناسی (همچنین زیربخشی از علوم فضا) - شیمی محیط زیست | - علوم محیط زیست - غارشناسی - کانی‌شناسی - گوهرشناسی - هواشناسی - یخ‌شناسی |

### علوم زیستی
| زیست‌شناسی سلولی مولکولی - آسیب‌شناسی - انگل‌شناسی - بیوانفورماتیک - زیست‌شناسی - اخترزیست‌شناسی - بوم‌شناسی - بوم‌شناسی انسانی - بوم‌شناسی منظر - قوم‌بوم‌شناسی - کشت‌بوم‌شناسی - تغذیه - جانورشناسی - آبزی‌شناسی - ارتباطات میان جانوران - بندپاشناسی (Arachnology) - پرنده‌شناسی - تخم‌پرنده‌شناسی - حشره‌شناسی - خزنده‌شناسی - سخت‌پوست‌شناسی - قوم‌جانورشناسی - کردارشناسی - نخستی‌شناسی | - - درون‌ریزشناسی (Endocrinology) - دیرین‌زیست‌شناسی - زیست‌شناسی انسانی - زیست‌شناسی تکاملی - زیست‌شناسی دریایی - زیست‌شناسی دستگاه‌ها - زیست‌شناسی رایانشی - زیست‌شناسی رشد - تراتوژن - رویان‌شناسی - زیست‌شناسی محاسباتی - زیست‌شناسی مولکولی - زیست‌شناسی یاخته - زیست‌فناوری - ژن‌شناسی - ژن‌شناسی جمعیت - ژن‌شناسی رفتاری - ژن‌شناسی مولکولی - سرمازیست‌شناسی - علوم اعصاب - علوم اعصاب رفتاری | - - کالبدشناسی - کالبدشناسی انسان - کالبدشناسی تطبیقی - کرونوبیولوژی - گیاه‌شناسی - جلبک‌شناسی - گیاه‌قوم‌شناسی - میکروب‌شناسی - ویروس‌شناسی - ویروس‌شناسی مولکولی - هوازیست‌شناسی - زیست‌شیمی - زیست‌فیزیک - سامانه‌شناسی - طبقه‌بندی علمی جانداران - فیزیولوژی - فیزیولوژی انسان - فیزیولوژی ورزشی - قارچ‌شناسی - لیمنولوژی |

### علوم فضا
| - اخترزیست‌شناسی - اخترشناسی - اخترشناسی رصدی - اخترشناسی پرتوهای ایکس - اخترشناسی پرتوهای گاما - اخترشناسی رادیویی - اخترشناسی فرابنفش - اخترشناسی فروسرخ - اخترشناسی مایکروویو - اخترشناسی نور مرئی | - اخترفیزیک - اخترشناسی گرانشی - سیاه‌چاله - اخترفیزیک ستاره‌ای - تکامل ستارگان - خورلرزه‌نگاری - هسته‌زایی ستاره‌ای - شبیه‌سازی مستقیم عددی در - اخترفیزیک پرانرژی - پلاسمای اخترفیزیکی | - - - تشکیل و تحول کهکشان‌ها - زایش ستارگان - مگنتو هیدرودینامیک - هیدرودینامیک - کیهان‌شناسی فیزیکی - محیط بین‌ستاره‌ای - سیاره‌شناسی (همچنین زیربخشی از علوم زمین) |

### فیزیک
| - اخترفیزیک - الکترومغناطیس - ترمودینامیک - دینامیک شاره‌ها - زیست‌فیزیک - ژئوفیزیک - سرماشناسی - صداشناسی - علم مواد | - فیزیک اتمی، مولکولی و نوری - فیزیک پزشکی - فیزیک پلاسما - فیزیک حالت جامد - فیزیک ذرات - فیزیک ریاضی - فیزیک کاربردی - فیزیک ماده چگال - فیزیک محاسباتی | - فیزیک مولکولی - فیزیک نظری - فیزیک هسته‌ای - قوانین حرکت نیوتن - مکانیک - مکانیک آماری - مکانیک جامدات - مکانیک کوانتوم - نورشناسی - نسبیت - مهندسی پرتو پزشکی |

## رشته‌های علوم صوری

### آمار
| - آمار رایانشی - داده‌کاوی - تحلیل رگرسیون - شبیه‌سازی - بوت‌استرپینگ - طراحی آزمایش - طراحی بلوک و تحلیل واریانس - روش سطح پاسخ - بررسی نمونه‌ای - نظریه نمونه‌گیری | - مدل آماری - آمارزیستی - همه‌گیرشناسی - تحلیل چندمتغیره - مدل‌سازی معادلات ساختاری - سری زمانی - نظریه قابلیت اطمینان - کنترل کیفیت | - نظریه آمار - نظریه تصمیم‌ها - آمار ریاضی - احتمالات - روش‌شناسی آمارگیری |

### ریاضیات
| - آنالیز - آنالیز حقیقی - حسابان - آنالیز مختلط - آنالیز تابعی - نظریه عمل‌گرها - آنالیز غیراستاندارد - آنالیز هارمونیک - آنالیز فوریه - آنالیز پی-ادیک - معادلات دیفرانسیل معمولی - معادله دیفرانسیل با مشتقات پاره‌ای - جبر - نظریه گروه‌ها - جانشینی گروه‌ها - نظریه حلقه‌ها - جبر جابجایی - جبر ناجابجایی - نظریه میدان‌ها - جبر خطی - جبر چندخطی - جبر لی - جبر شرکت‌پذیر - جبر غیرشرکت‌پذیر - جبر عمومی (Universal algebra) - جبر همولوژی - Differential algebra - نظریه توری (نظریه ترتیب) - Representation theory - نظریه کا (K-theory) - نظریه رده‌ها - نظریه توپوها (Topos theory) | - ریاضیات کاربردی - آمار - آمار ریاضی - اقتصادسنجی - آکچوئری - جمعیت‌شناسی - نظریه تخمین - محاسبات عددی - تحقیق در عملیات - بهینه‌سازی ریاضی - برنامه‌ریزی خطی - برنامه‌ریزی پویا - Assignment problem - آنالیز تصمیم - Inventory theory - زمان‌بندی شغل-فروشگاه - ارزشیابی اختیارات طبیعی (Real options valuation) - تحلیل سامانه‌ها - فرایند تصادفی - نگهداشت بهینه - سامانه دینامیک - نظریه آشوب - برخال - فیزیک ریاضی - مکانیک کوانتوم - نظریه میدان‌های کوانتومی - گرانش کوانتومی - نظریه ریسمان - مکانیک آماری - نظریه محاسبات - نظریه پیچیدگی محاسباتی - نظریه اطلاعات - رمزنگاری | - - ترکیبیات - نظریه کدگذاری - نظریه گراف - نظریه بازی‌ها - منطق و بنیان‌های ریاضیات - منطق شهودی (Intuitionistic) - منطق موجهات - نظریه برهان - نظریه محاسبه‌پذیری - نظریه مجموعه‌ها - نظریه مدل - نظریه احتمالات - نظریه اندازه - Integral geometry - نظریه ارگودیک - فرایند تصادفی - نظریه اعداد - نظریه تحلیلی اعداد - نظریه جبری اعداد - نظریه هندسی اعداد - هندسه و توپولوژی - توپولوژی عمومی - توپولوژی جبری - توپولوژی هندسی - توپولوژی دیفرانسیل - هندسه جبری - هندسه دیفرانسیل - هندسه تصویری (Projective geometry) - هندسه آفین - هندسه نااقلیدسی - هندسه محدب - هندسه گسسته - هندسه انتگرال - هندسه منیفلد - هندسه ناجابجایی |

### علوم رایانه
| - الگوریتم - الگوریتم توزیعی - الگوریتم موازی - الگوریتم‌های تصادفی - امنیت رایانه‌ای - رمزنگاری - تاب‌آوری خطا - تعامل انسان و رایانه - رایانش توزیع‌شده - رایانش مشبک - رایانش در ریاضیات، علوم طبیعی و طب - ریاضیات رایانشی - زیست‌شناسی رایانشی - شیمی محاسباتی - علم محاسبه - علوم محاسباتی اعصاب - فیزیک محاسباتی - نظریه اعداد رایانشی - محاسبات عددی - محاسبات نمادین - مهندسی مبتنی بر رایانه - دینامیک محاسباتی سیالات - روش اجزاء محدود - رایانش در علوم اجتماعی، هنر و علوم انسانی - اقتصاد رایانشی - جامعه‌شناسی رایانشی - علوم انسانی دیجیتال - مهندسی مالی - رایانش موازی | - - ابررایانه - رایانه کوانتومی - رایانه و جامعه - انفورماتیک اجتماعی - انفورماتیک انسانی - پیشینه سخت‌افزار رایانه - پیشینه علوم رایانه - زبان‌های برنامه‌نویسی - پارادایم‌های برنامه‌نویسی - برنامه‌نویسی تابعی - برنامه‌نویسی چندپارادایمی - برنامه‌نویسی دستوری - برنامه‌نویسی شیءگرا - برنامه‌نویسی منطقی - مترجم‌ها - معناشناسی برنامه - نظریه نوع‌ها - سیستم‌عامل - شبکه رایانه‌ای - اینترنت، وب جهان‌گستر - رایانش ابری - رایانش فراگیر - شبکه بی‌سیم - نظریه اطلاعات - علوم اطلاعات - بازیابی اطلاعات - پایگاه داده - پایگاه داده توزیعی - پایگاه داده شی‌گرا | - - - پایگاه داده‌های رابطه‌ای - چندرسانه‌ای، فرارسانه - داده‌کاوی - مدیریت اطلاعات - مدیریت داده - مدیریت دانش - گرافیک رایانه‌ای - پردازش تصویر - مصورسازی - معماری کامپیوتر - طراحی VLSI - مهندسی نرم‌افزار - روش‌های صوری - نظریه محاسبات - نظریه پیچیدگی محاسباتی - نظریه محاسبه‌پذیری - نظریه ماشین‌ها - نظریه هم‌روندی - هندسه محاسباتی - هوش مصنوعی - رباتیک - سامانه‌های خبره - علوم شناختی - استدلال خودکار - بینایی رایانه‌ای - پردازش زبان‌های طبیعی - یادگیری ماشینی - شبکه عصبی مصنوعی - ماشین بردار پشتیبانی |

### علوم سامانه‌ها (سیستم‌ها)
| - سامانه‌های پیچیده - سایبرنتیک - نظریه کنترل - مهندسی کنترل - سامانه کنترل - سامانه دینامیک - تحقیق در عملیات - پویایی‌شناسی سامانه‌ها | - مهندسی سامانه‌ها - تحلیل سامانه‌ها - نظریه سامانه‌ها - نظریه سامانه‌های روبه‌رشد - نظریه سامانه‌های عمومی - نظریه سامانه‌های پویا |  |

### منطق
| - منطق ریاضی - منطق شهودی (Intuitionistic) - منطق موجهات - نظریه برهان - نظریه محاسبه‌پذیری - نظریه مجموعه‌ها - نظریه مدل | - منطق فلسفی - استدلال منطقی - منطق موجهات - منطق تکلیفی (Deontic) - منطق اعتقادی (Doxastic) | - منطق در علوم رایانه - برنامه‌نویسی منطقی - روش‌های صوری (درست‌سنجی صوری) - معناشناسی زبان‌های برنامه‌نویسی - منطق‌های چندارزشی - منطق فازی - نظریه نوع‌ها |

## رشته‌های علوم کاربردی و حرفه‌ها

### آموزش و پرورش
| - آموزش مصرف‌کننده - آموزش نقادانه - برنامه درسی و آموزش - آموزش ابتدایی - آموزش متوسطه - آموزش عالی - آموزش استثنایی - آموزش پرستاری - آموزش پزشکی - آموزش جایگزین - آموزش حقوق - آموزش خواندن - آموزش دوزبانه - آموزش دینی - آموزش ریاضیات - آموزش زبان - آموزش شیمی - آموزش صلح و هم‌زیستی | - - آموزش علم - آموزش فناوری - آموزش فنی و حرفه‌ای - آموزش فیزیک - آموزش کشاورزی - آموزش مسائل جنسی - آموزش مشاوره - آموزش موسیقی - آموزش نظامی - آموزش هنر - تربیت بدنی/مربی ورزشی - جامعه‌شناسی آموزش - یادگیری از طریق همیاری (Cooperative learning) - یادگیری در حد تسلط (Mastery learning) - Educational leadership - دانشگاه آنلاین - فلسفه آموزش و پرورش |  |

### اقتصاد خانواده
| - آموزش مصرف‌کننده - خانه‌داری - طراحی داخلی | - تغذیه - مدیریت تهیه غذا - پارچه |  |

### روزنامه‌نگاری، مطالعات رسانه و ارتباطات
| - روزنامه‌نگاری - روزنامه‌نگاری رادیو تلویزیونی - روزنامه‌نگاری رسانه جدید - روزنامه‌نگاری ورزشی - روزنامه‌نگاری چاپی - مطالعات رسانه (رسانه‌های گروهی) - روزنامه - مجله - رادیو - تلویزیون - مطالعات تلویزیون - اینترنت | - ارتباطات - ارتباط غیرکلامی - ارتباط کلامی - ارتباطات بین‌فرهنگی - ارتباطات جهانی - ارتباطات سازمانی - ارتباطات محیط زیست - ارتباطات میان جانوران - بازاریابی - تبلیغات - تبلیغات سیاسی - ترجمه - طراحی ارتباطات - نظریه ارتباطات - نگارش فنی - روابط عمومی - روابط عمومی الکترونیک - روابط عمومی امور رسانه - روابط عمومی رفتار اجتماعی و افکار سنجی |  |

### سرگرمی و نمایش‌های فیزیکی انسان
| - ارگونومی - بیومکانیک / بیومکانیک ورزشی - تربیت بدنی - تناسب اندام - ایروبیک - مربی ورزشی خصوصی - جامعه‌شناسی ورزش - حرکت‌شناسی - رقص | - روان‌شناسی ورزش - ژورنالیسم ورزشی - طراحی اسباب‌بازی - طراحی بازی رایانه‌ای - فیزیولوژی ورزشی - مدیریت ورزشی - مربی ورزشی - مطالعات اوقات فراغت |  |

### علوم بهداشت و درمان
| - ارتوپتیک - انفورماتیک پزشکی - بهداشت عمومی - بهداشت حرفه ای - بینایی‌سنجی - پادرمانی - پرتوشناسی - پرستاری - مامایی - نظریه پرستاری - پزشکی - آسیب‌شناسی - استخوان‌پزشکی (ارتوپدی) - پزشکی ورزشی - پیوند مفصل - جراحی پا و زانو - جراحی دست - جراحی شانه - بیماری عفونی - هوش‌بری - بی‌حسی موضعی - مدیریت درد - پزشکی داخلی - پزشکی زایمان - پزشکی زنان - پزشکی کودکان - پزشکی گوش و حلق و بینی - پیرپزشکی - پیشگیری پزشکی - جراحی مغز و اعصاب - چشم‌پزشکی - خون‌شناسی - دانش پزشکی قانونی - درماتولوژی | ژنتیک پزشکی (medical genetics) - - درون‌ریزشناسی (Endocrinology) - دیابتولوژی - سرطان‌شناسی - طب اورژانس - سم‌شناسی پزشکی - سم‌شناسی دارویی - سم‌شناسی شغلی - عصب‌شناسی - قلب‌شناسی - کلیه‌شناسی - همه‌گیرشناسی - پزشکی خواب - پزشکی فیزیکی و توانبخشی - پزشکی ورزشی - تغذیه و متخصص تغذیه - تناسب اندام - حرکت‌شناسی - ورزش هوازی - جراحی - تروماتولوژی - جراحی پلاستیک - جراحی ضدچاقی - جراحی قلب و سینه - جراحی مغز و اعصاب - داروسازی - دامپزشکی - دندان‌پزشکی - ارتودنسی - برسازی درون‌کاشت دندانی - بهداشتکار دهان و همه‌گیرشناسی - پروتز دندان - پریودنتولوژی - جراحی دندان - جراحی دهان و فک و صورت - ریشه‌درمانی | - روان‌پزشکی - پزشکی اعتیاد - روان‌شناسی - پزشکی رفتاری - روان‌شناسی بالینی - روان‌شناسی پزشکی - روان‌شناسی سلامت - روان‌شناسی مشاوره‌ای - روماتولوژی - شش‌شناسی - فناوری بهداشت/آسیب‌شناسی بالینی/علوم آزمایشگاهی - انگل‌شناسی - ایمنی‌شناسی - بافت‌شناسی - بیوشیمی بالینی - خون‌شناسی - زیست‌شناسی سلولی - ژنتیک مولکولی - سیتوژنتیک - میکروبیولوژی پزشکی - هم‌ایستایی - فیزیوتراپی - کاردرمانی - کبدشناسی - گفتاردرمانی - مراقبت‌های اولیه - پزشک عمومی - میزراه‌پزشکی (اورولوژی) - آندرولوژی - Recreational therapy |

### کسب و کار
| - حسابداری - مدیریت بازرگانی - تحلیل کسب و کار - اخلاقیات کسب و کار - حقوق تجارت - کسب و کار الکترونیک - کارآفرینی - علم مالی | - روابط صنعتی - چانه‌زنی دسته‌جمعی - منابع انسانی - مطالعات سازمانی - اقتصاد کار - تاریخ کار - سامانه‌های اطلاعاتی - سامانه اطلاعاتی مدیریتی - انفورماتیک پزشکی | - فناوری اطلاعات - تجارت خارجی - مدیریت - بازاریابی - مدیریت عملیات - خریداری - مدیریت ریسک و بیمه - علوم سامانه‌ها |  |

### کشاورزی
- علوم دامی
- دامپزشکی
- مهندسی شیلات
- اقتصاد کشاورزی
  - مهندسی صنایع غذایی
- حشره‌شناسی
- مهندسی خاک‌شناسی زراعی
- مهندسی زراعت
- مهندسی صنایع غذایی
- کشاورزی بوم‌شناختی
- مهندسی باغبانی
  - مهندسی صنایع چوب و کاغذ
- مهندسی فضای سبز
- مهندسی گیاه پزشکی

### مطالعات محیط زیست و جنگل‌داری
| - بوم‌شناسی تفریحگاه‌ها - پرورش جنگل - سم‌شناسی - سیاست محیط زیست - مدیریت منابع محیط زیست - مدیریت حیات وحش | - - مدیریت زمین - مدیریت سواحل - مدیریت شیلات - مدیریت منابع طبیعی - مطالعات پایایی - توسعهٔ پایا |  |

### معماری و طراحی
| - معماری و طراحی - برنامه‌ریزی شهری - طراحی داخلی - معماری منظر - نگاهداشت ساختمان‌های قدیمی | - ارتباط دیداری - هنر گرافیک - طراحی فونت - طراحی رابط کاربری - نقشه‌کشی | - طراحی صنعتی - ارگونومی - طراحی بازی رایانه‌ای - طراحی اسباب‌بازی - طراحی مد - طراحی پارچه |

### مهندسی
| - فیزیک مهندسی - مهندسی ابزار دقیق - مهندسی الکترونیک - مهندسی ایمنی - مهندسی برق - مهندسی بوم‌شناسی - مهندسی تضمین کیفیت - مهندسی رایانه - مهندسی زیستی - مهندسی پزشکی - مهندسی زیست‌مکانیک - مهندسی سازه - مهندسی سامانه‌ها - مهندسی شیمی - مهندسی صنایع | - مهندسی عمران - زمین‌شناسی مهندسی - مهندسی بزرگراه - مهندسی ترابری - مهندسی خاک و پی - مهندسی نساجی - مهندسی زمین‌لرزه - مهندسی کشاورزی - صنایع غذایی - مهندسی کنترل - مهندسی محیط زیست - مهندسی مخابرات - مهندسی معدن - مهندسی معماری - مهندسی معماری دریایی - مهندسی طراحی و تعمیر موتور کشتی - مهندسی طراحی کشتی | - مهندسی مکانیک - مهندسی ساخت و تولید - مهندسی نانو - مهندسی نرم‌افزار - مهندسی نفت - مهندسی هسته‌ای - مهندسی هوافضا - مهندسی مواد - مهندسی پلیمر - مهندسی سرامیک - مهندسی متالورژی - مهندسی وسائل نقلیه - مهندسی خودرو |  |